# 谢利
谢利（Shelly），美国明尼苏达州诺曼县城市，位于该县西北部。总人口191（2010年美国人口普查）。